# Sonny Melendrez
Sonny Melendrez, né en 1946 à San Antonio est un acteur et animateur de radio américain.